# 홍봉진
홍봉진(洪鳳珍, 1903년 2월 16일 ~ 1979년 11월 16일)은 대한민국의 정치인이다. 제4대 국회의원을 지냈다.

## 학력
- 선린상업학교
- 경성제국대학 법학과졸업

## 경력
- 보성중학교교사
- 고려대교수
- 국민대교수
- 서울대상대ㆍ법대강사
- 국회전문위원(외무위)
- 민주당중앙위원

## 역대 선거 결과
|  | 7.63% |

|  | 34.56% |

|  | 11.87% |

|  | 20.31% |